# Крумовград
Крумовград (буг. Крумовград) град је у Републици Бугарској, у јужном делу земље, седиште истоимене општине Крумовград у оквиру Крџалијске области.

## Географија
Положај: Крумовград се налази у јужном делу Бугарске, близу државне границе са Грчком — 16 km јужно од града. Од престонице Софије град је удаљен 310 kmјугоисточно, а од обласног средишта, Крџалија град је удаљен 50 km југоисточно.
Рељеф: Област Крумовграда се налази у области источног дела планинског ланца Родопа. Град се сместио у долини реке Крумовице, на приближно 200 m надморске висине.
Клима: Клима у Крумовграду је континентална.
Воде: Кроз Крумовград протиче река Крумовица горњим делом свог тока.

## Историја
Област Крумовграда је првобитно било насељено Трачанима, а после њих овом облашћу владају стари Рим и Византија. Јужни Словени ово подручје насељавају у 7. веку. Од 9. века до 1373. године област је била у саставу средњовековне Бугарске.
Крајем 14. века област Крумовграда је пала под власт Османлија, који владају облашћу 5 векова. У то време претежно становништво постају Турци.
Године 1912. град је постао део савремене бугарске државе. Насеље постоје убрзо средиште окупљања за села у околини, са више јавних установа и трговиштем.

## Становништво
По проценама из 2010. године Крумовград је имао преко 5.000 становника. Огромна већина градског становништва су етнички Турци. Остатак су махом Бугари и Роми. Последњих 20-ак година град је губио становништво због удаљености од главних токова развоја у земљи и исељавања Турака у матицу.
Претежна вероисповест месног становништва је ислам, а мањинска православље.